# Ekonomia ortodoksyjna
Ekonomia ortodoksyjna (z gr. ortodoksia, od orthós 'prosty' i dóksa 'opinia, sława') – należą do niej szkoły ekonomiczne rygorystycznie przestrzegające swoich modelowych teorii i założeń przyjętych dla nich przez twórców szkół. 
W szkole klasycznej jest to założenie o zmienności cen i płac, osiąganiu równowagi w warunkach wolności gospodarczej i nieingerencji państwa; 
W neoklasycznej szkole w ekonomii - pełne wykorzystanie zasobów, maksymalizacja użyteczności i zysku; 
W keynesizmie - stałość płac i cen, równowaga w warunkach niepełnego wykorzystania zasobów (bezrobocie), konieczność interwencji państwa przywracająca równowagę. 
Przedmiot badań ekonomii ortodoksyjnej dotyczy alokacji zasobów, dystrybucji wytworzonego dochodu, stabilności gospodarki i jej wzrostu. Ekonomia ortodoksyjna w przeciwieństwie do ekonomii heterodoksyjnej nie analizowała zjawisk ekonomicznych w kontekście różnych czynników, oddziałujących na nie. Przyjmowała zjawiska za dane i na ich tle analizowała działalność gospodarczą ludzi. Współcześnie wzbogaciła swoje badania o ten element np.: nowa ekonomia polityczna, teoria wyboru publicznego, ekonomika praw własności.